# Mosteiro de Cátaro
O Mosteiro de Cátaro (em armênio/arménio:  Կատարավանք) é uma estrutura monástica apostólica armênia, fundada no século IV, com a construção do edifício atual concluída no século XVII, localizado na região de Hadrut da República de Artsaque, a uma altitude de mais de 2.400 metros acima do nível do mar, no topo da montanha Dizapait. O mosteiro é o monumento mais alto do território da república, tem planta retangular com telhado duplo. Tal como outras regiões de Artsaque, a região de Hadrut também possui um rico patrimônio histórico e cultural, existem mais de 400 monumentos históricos e arquitetônicos, muitos dos quais ainda não foram estudados.

## História

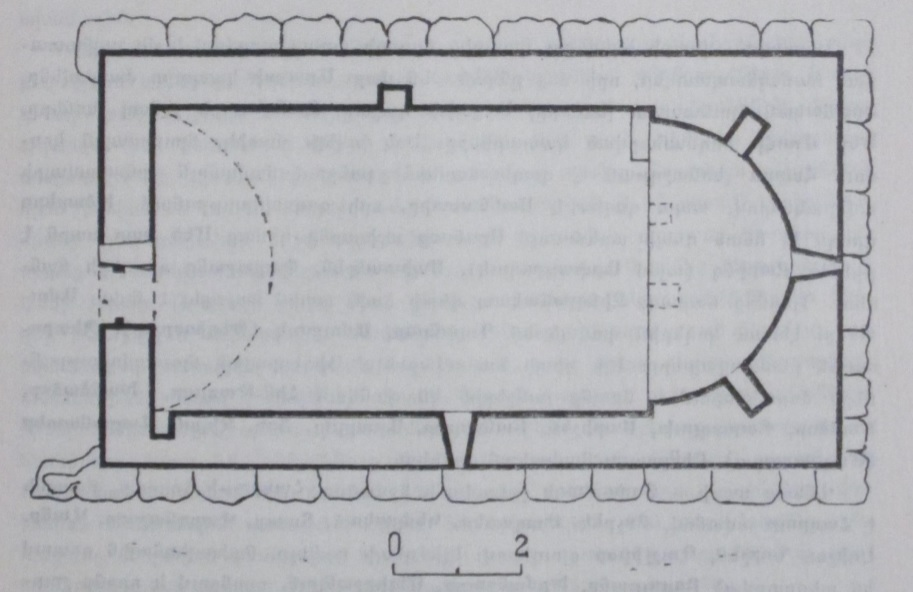
Planta do templo do mosteiro de Kataro

A primeira menção escrita deste incrível mosteiro foi criada pelo historiador armênio do século V, Fausto, o Bizantino, famoso por sua série de livros extremamente detalhada em seis volumes chamada "História da Armênia". Neste rico texto ele descreve o mosteiro como um grande mosteiro construído no topo do Monte Dizapait.
Ele afirma ainda que o mosteiro foi originalmente concebido como uma fortaleza contra os vários invasores da Grande Armênia, que foi fortificada em resposta à invasão do país pelos masságetas e pelos hunos já em 335 d.C.. Nesse mesmo ano, um grande exército liderado pelo rei Sanatruces invadiu as províncias orientais da Armênia em resposta à missão de Gregoris, neto de Gregório, o Iluminador e bispo das terras orientais da Armênia.
Grigoris liderou a missão armênia para converter os masságetas ao Cristianismo. Acredita-se que a missão tenha alcançado um verdadeiro sucesso quando os missionários converteram três dos filhos do próprio rei Sanatruces. Suspeitando disso de Grigoris, Sanatruces o executou amarrando-o a um cavalo selvagem. Porém, em resposta, seus filhos fugiram do palácio real junto com os missionários, levando consigo o corpo do bispo.
Acredita-se que os filhos de Sanatruces decidiram se esconder no mosteiro, no topo da montanha, onde viviam mais de 3.000 peregrinos. Mas para não se tornar motivo de chacota, o rei Sanatruces perseguiu seus filhos até o mosteiro, matando todos que habitavam o mosteiro (incluindo seus filhos). O mosteiro foi destruído e os cadáveres dos mortos foram reduzidos a cinzas.
Os árabes que invadiram a Armênia batizaram a montanha no topo da qual construíram o mosteiro Ziarat, que em árabe significa “lugar sagrado”, “santuário, local de peregrinação”. Nos séculos IV a V, era o mosteiro catedral da província de Dizak. Dizapat é considerada uma montanha sagrada desde os tempos antigos e as peregrinações a esta área têm sido mencionadas desde os tempos árabes e anteriores.
Existem vários testemunhos escritos sobre o Monte Dizapat e o Mosteiro de Cátaro, que datam do início da história do Cristianismo em Artsaque. O mosteiro era um local de peregrinação não só para os residentes de Dizak, mas também para os residentes de outras regiões da Armênia. Isto é evidenciado pela inscrição dedicatória e pequenos cachecares doados à igreja pelos peregrinos, nos quais estão os nomes dos doadores e os nomes dos locais de onde vieram. Prova disso são fragmentos de cachecares e uma laje composta por duas peças encontradas durante a restauração no território do mosteiro.
Moisés de Dascurã mencionou detalhadamente o monte Dizapait e o mosteiro de Cátaro em sua obra “A História do País de Aluanque”:
“Mesmo antes de Ter Abas ser eleito Hairapet de Aluanque, os inimigos queimaram a capela [dos santos] no Monte Dizapat, no mosteiro. Durante a época do rei de Aluanque, Vachagã, e do bispo de Amaras, Garnique, pessoas apareceram nesta montanha. Seus nomes são os seguintes: São Moisés, São Daniel, Santo Elias. Estes eram os filhos do rei mascute Sanatruces, [ex] discípulos de São Grigoris. Com eles estavam três mil oitocentos e setenta homens. [Refugiando-se da perseguição], todos eles se apressaram em se estabelecer no Monte Dizapait e viveram lá, comendo apenas ervas. Perseguindo-os, Sanatruces veio aqui e os matou à espada no nono dia do mês de Navassarde."
Em 2015, com o dinheiro dos irmãos Armique, Narvique e Tigranes Araquelian de Khanzazor, hoje radicados na Rússia, a restauração da igreja foi realizada segundo projeto do arquiteto-restaurador Samuel Aivazian. Ele e o mestre Martiros Chalumian levaram em conta todos os pequenos detalhes durante a restauração, incluindo a reparação do telhado, que foi coberto com telhas semelhantes às preservadas do telhado anterior.

## Estrutura
É uma basílica de nave única construída com calcário local semiacabado. A única entrada é pelo oeste, as janelas são pelos lados leste e sul. Segundo a inscrição no santo S. o templo remonta a Tiago e foi essencialmente reconstruído no século XIX. A julgar pelos restos de cachecares preservados no local, o próprio monumento data do século XVII. A sul da igreja encontra-se um edifício adjacente, na encosta inferior do qual existem vestígios de vários edifícios.

## Galeria

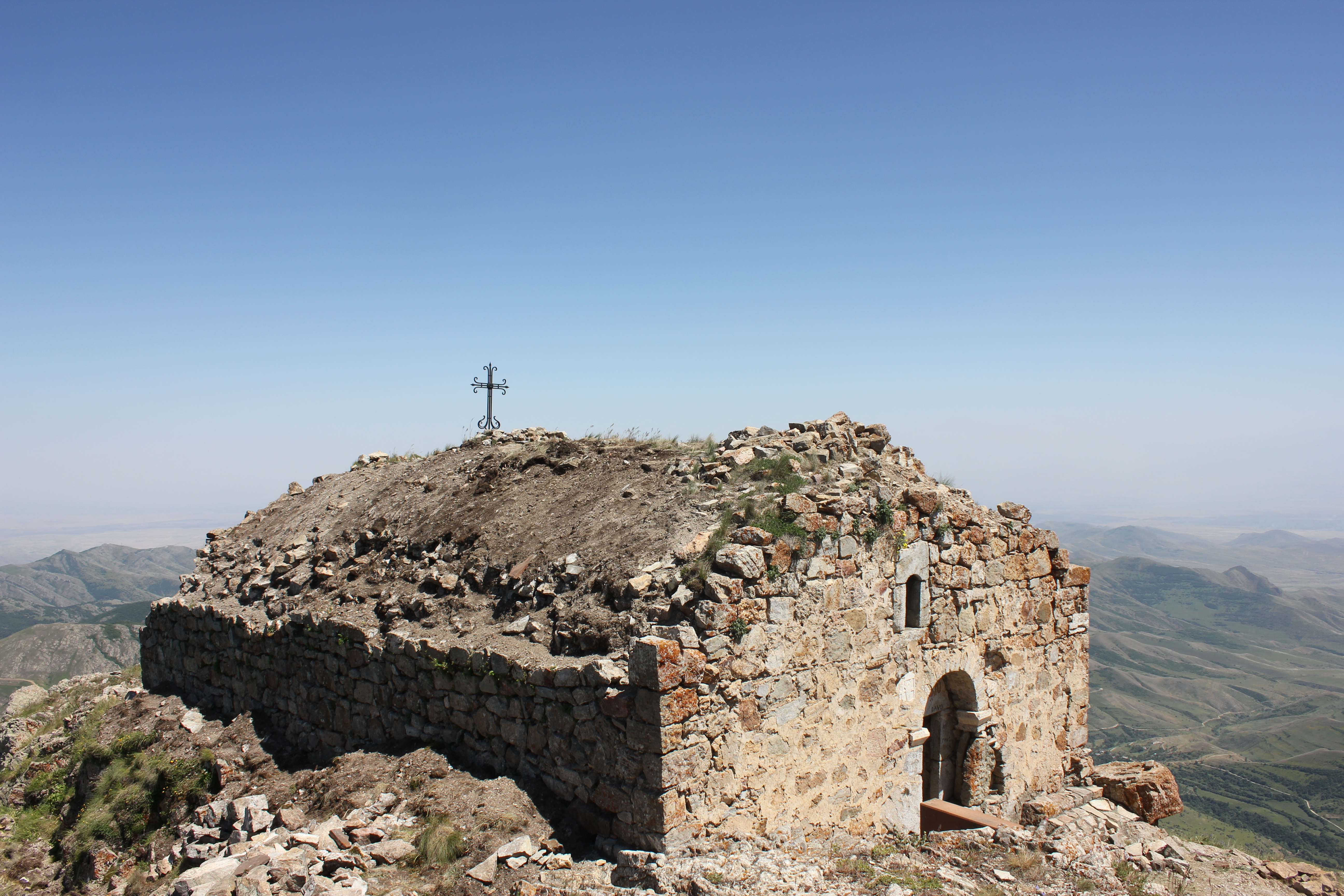
Mosteiro de Cátaro
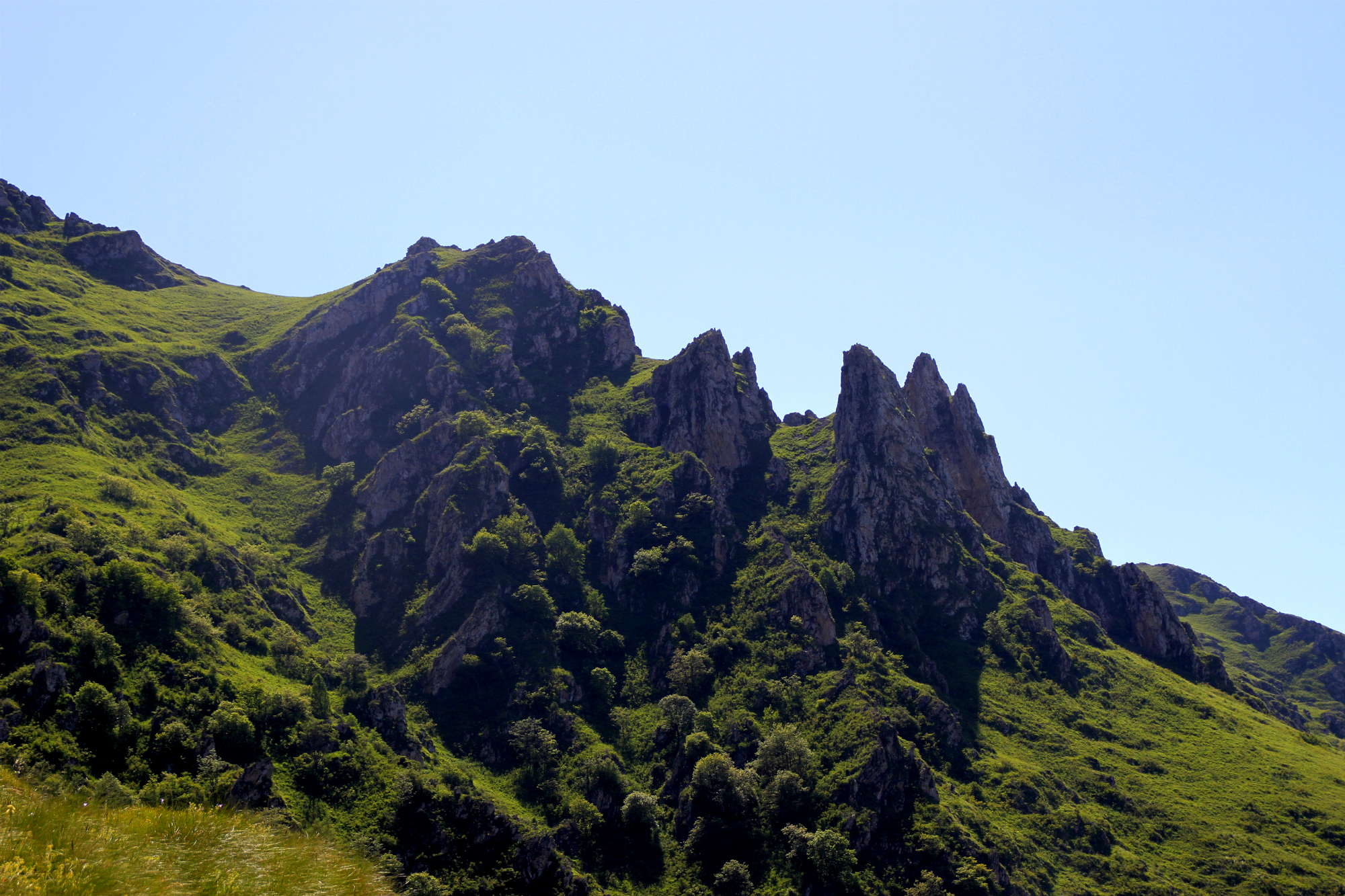
Cenário ao redor do Mosteiro de Cátaro
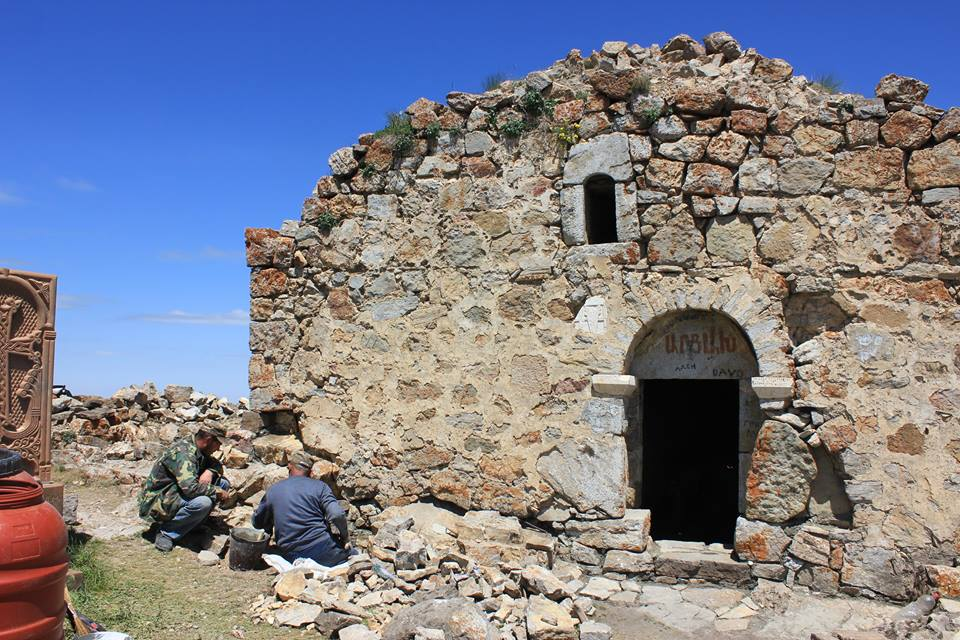
Mosteiro de Cátaro
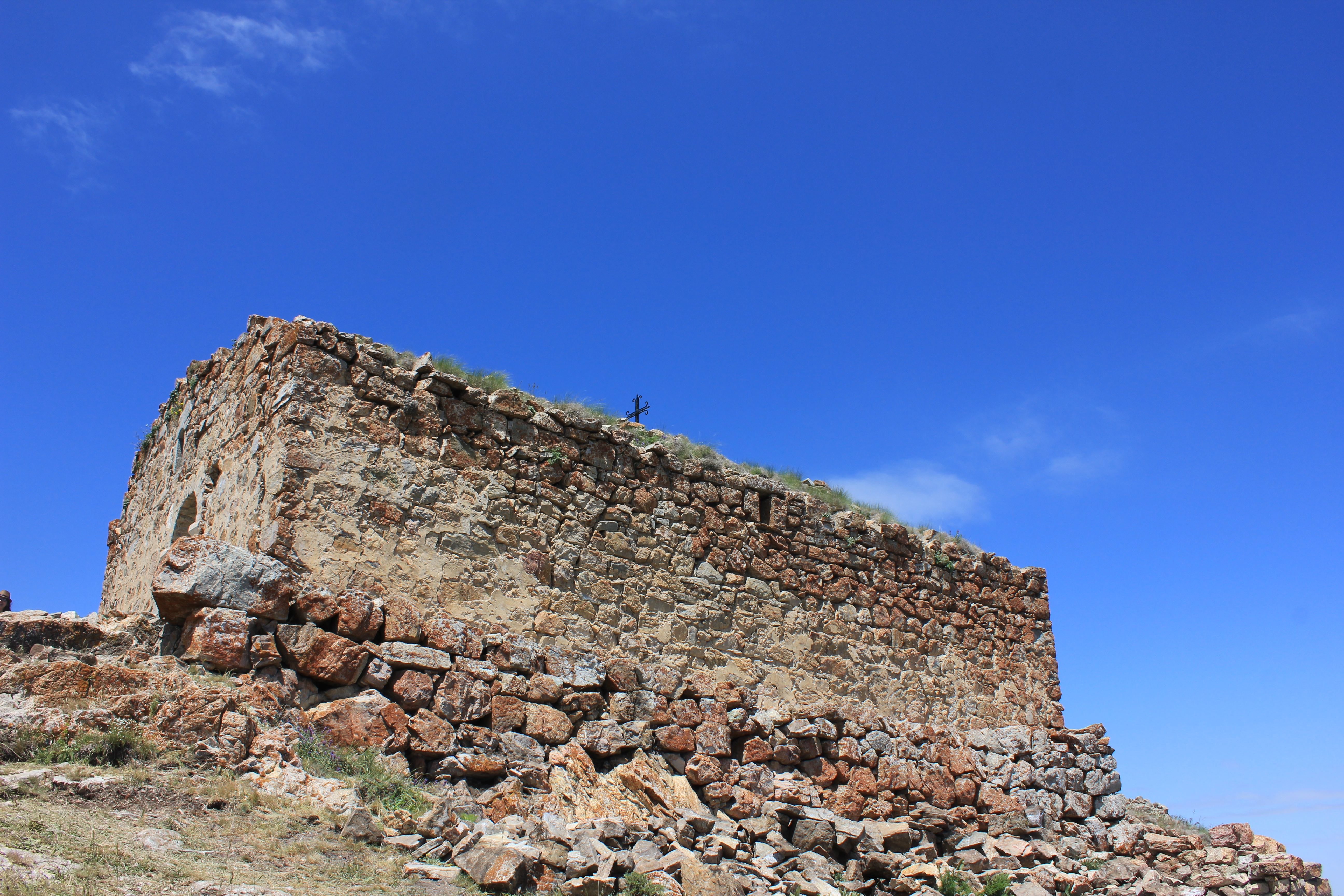
Mosteiro de Cátaro
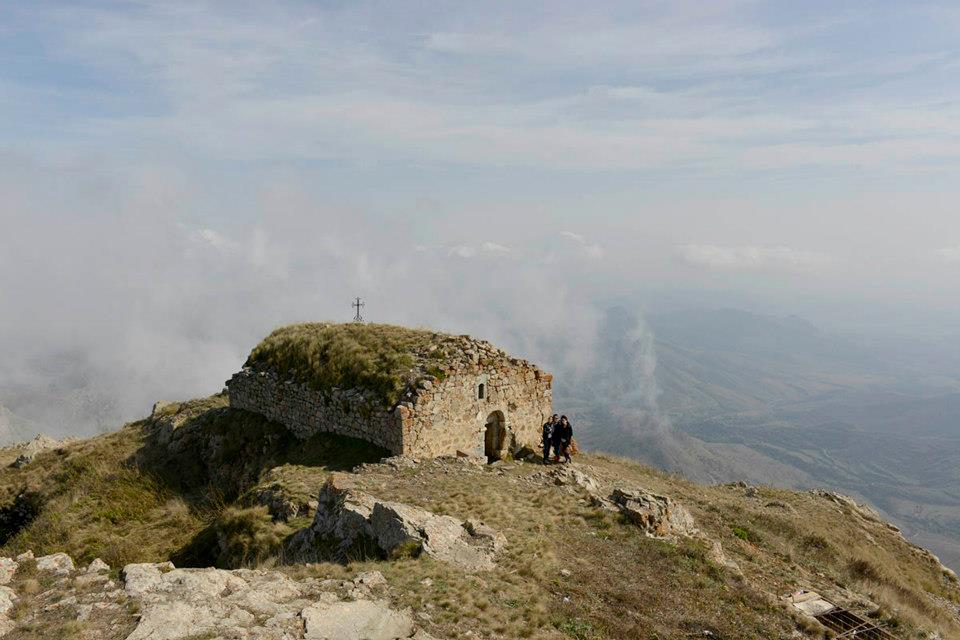
Dizapait
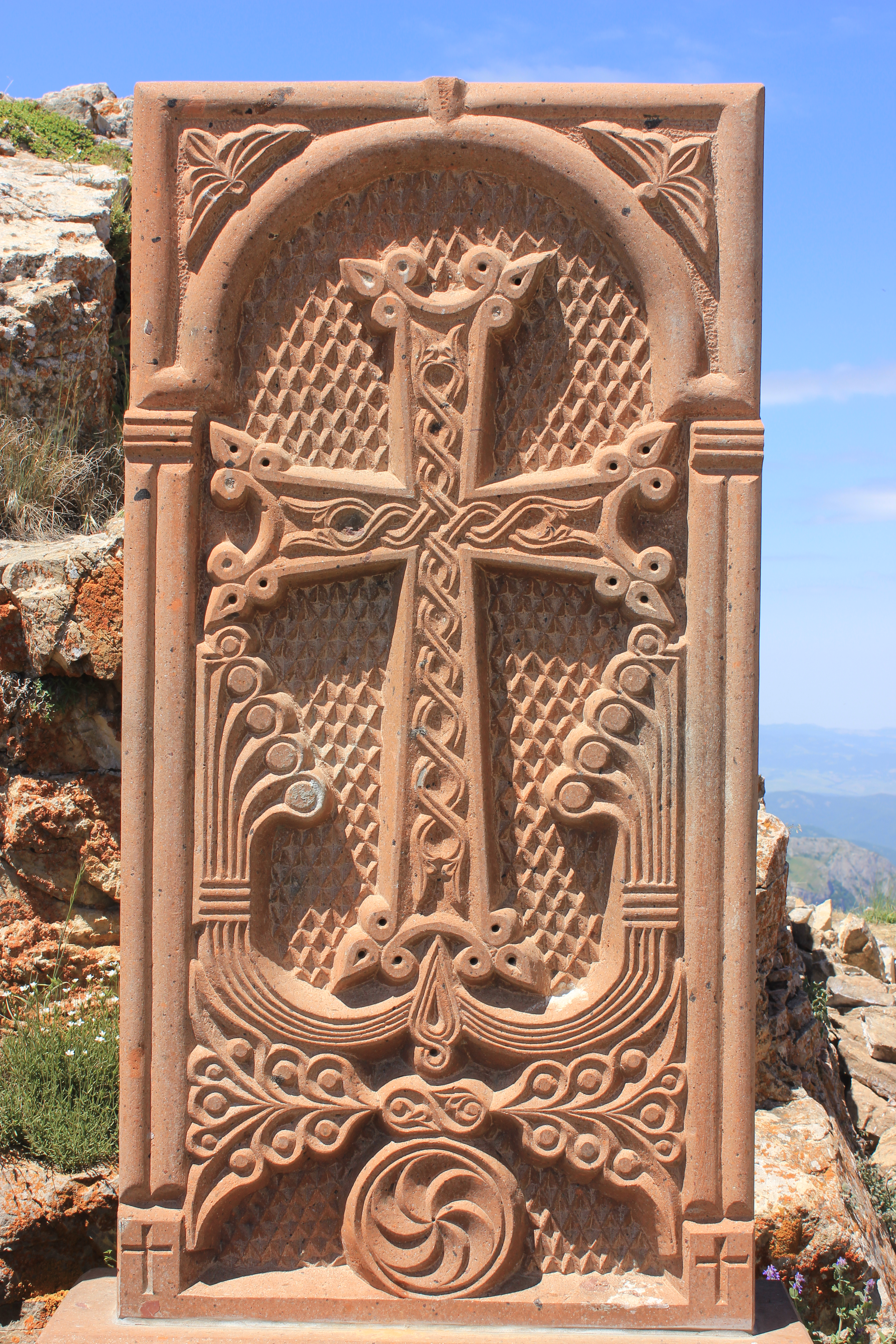
Mosteiro de Cátaro
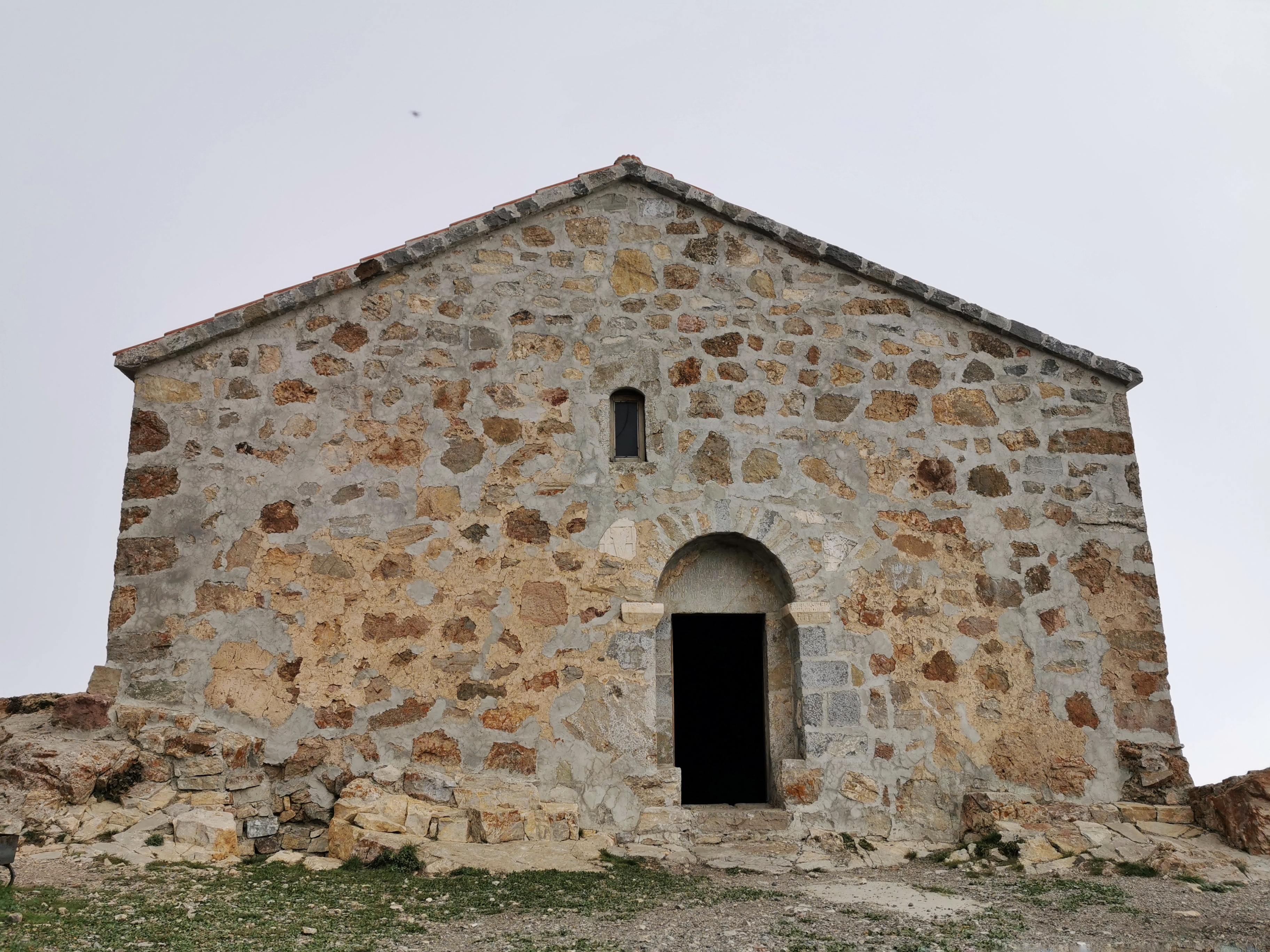
Mosteiro de Cátaro